# Bourg-d'Oueil
Bourg-d'Oueil är en kommun i departementet Haute-Garonne i regionen Occitanien i södra Frankrike. Kommunen ligger i kantonen Bagnères-de-Luchon som tillhör arrondissementet Saint-Gaudens. År 2022 hade Bourg-d'Oueil 13 invånare.

## Befolkningsutveckling
Antalet invånare i kommunen Bourg-d'Oueil
Referens:INSEE